# Sibyllidae
Sibyllidae är en familj av bönsyrsor. Sibyllidae ingår i ordningen Mantodea, klassen egentliga insekter, fylumet leddjur och riket djur. Enligt Catalogue of Life omfattar familjen Sibyllidae 16 arter. 
Kladogram enligt Catalogue of Life:
| Sibyllidae | \| \| Leptosibylla \| \| \| \| \| \| Presibylla \| \| \| \| \| \| Sibylla \| \| \| \| |
|            | \| \| Leptosibylla \| \| \| \| \| \| Presibylla \| \| \| \| \| \| Sibylla \| \| \| \| |
|            | Acanthopidae                                                                          |
|            |                                                                                       |
|            | Amorphoscelidae                                                                       |
|            |                                                                                       |
|            | Chaeteessidae                                                                         |
|            |                                                                                       |
|            | Empusidae                                                                             |
|            |                                                                                       |
|            | Eremiaphilidae                                                                        |
|            |                                                                                       |
|            | Hymenopodidae                                                                         |
|            |                                                                                       |
|            | Iridopterygidae                                                                       |
|            |                                                                                       |
|            | Liturgusidae                                                                          |
|            |                                                                                       |
|            | Mantidae                                                                              |
|            |                                                                                       |
|            | Mantoididae                                                                           |
|            |                                                                                       |
|            | Metallyticidae                                                                        |
|            |                                                                                       |
|            | Tarachodidae                                                                          |
|            |                                                                                       |
|            | Thespidae                                                                             |
|            |                                                                                       |
|            | Toxoderidae                                                                           |
|            |                                                                                       |
|            | Leptosibylla                                                                          |
|            |                                                                                       |
|            | Presibylla                                                                            |
|            |                                                                                       |
|            | Sibylla                                                                               |
|            |                                                                                       |

|  | Leptosibylla |
|  |              |
|  | Presibylla   |
|  |              |
|  | Sibylla      |
|  |              |

## Bildgalleri

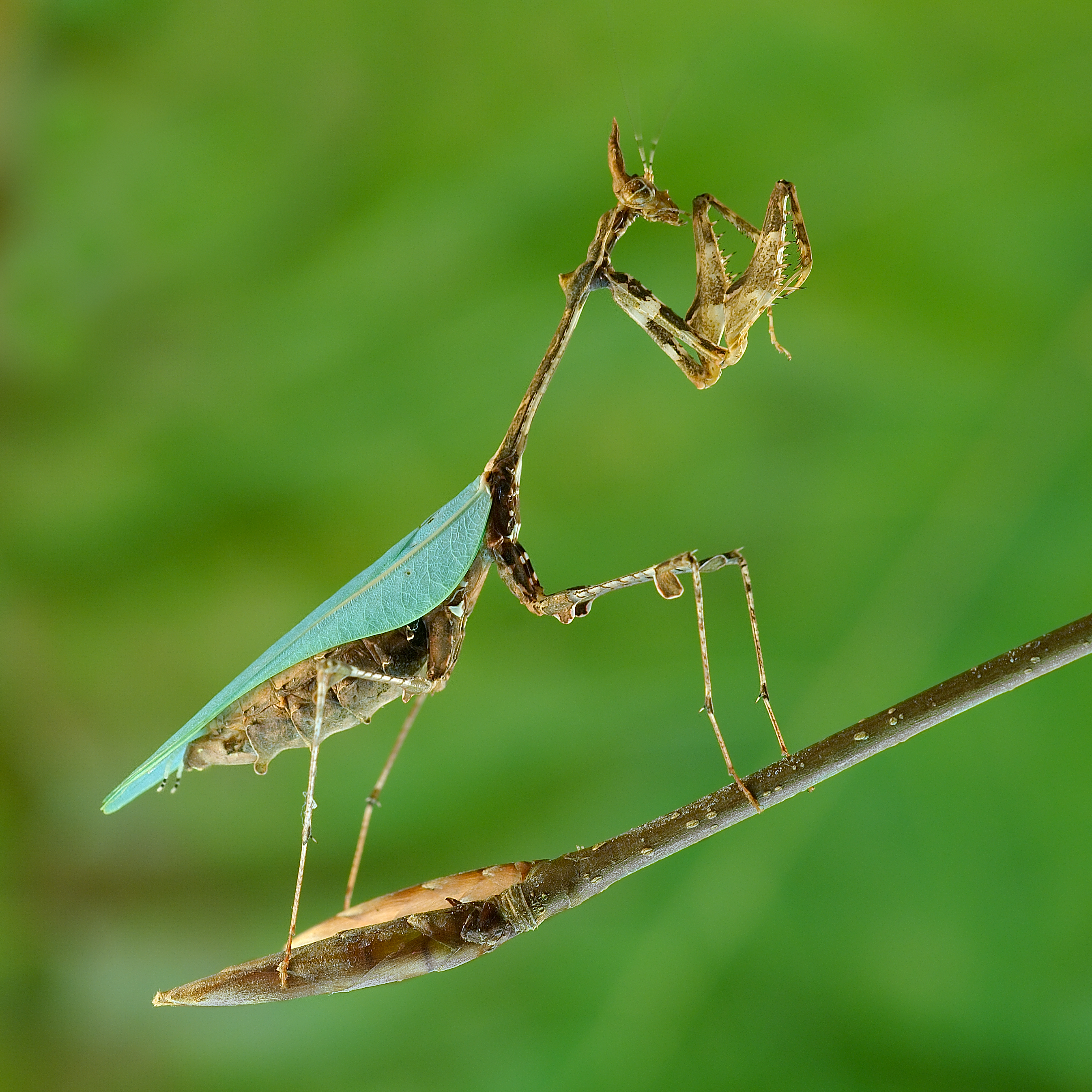
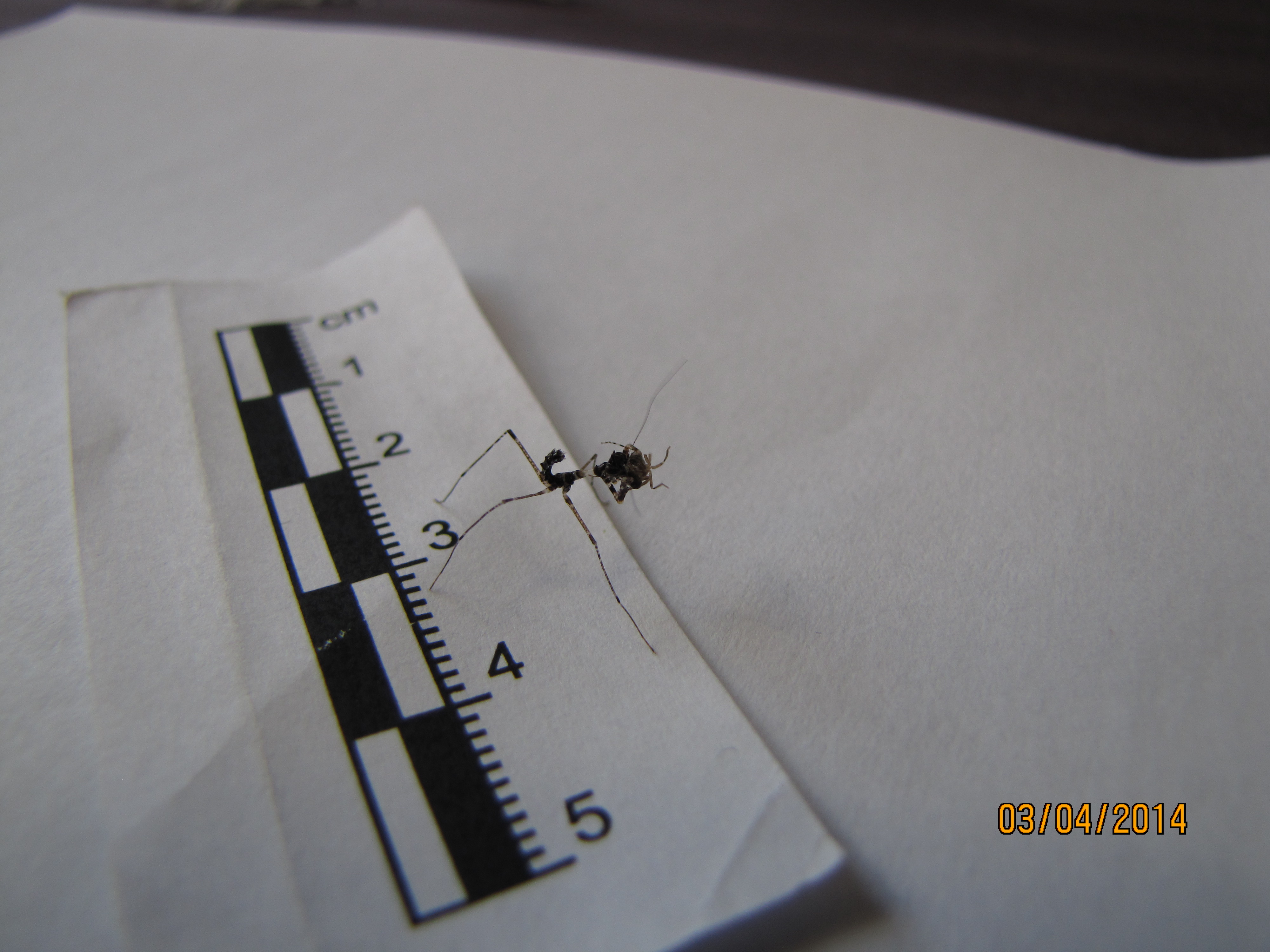
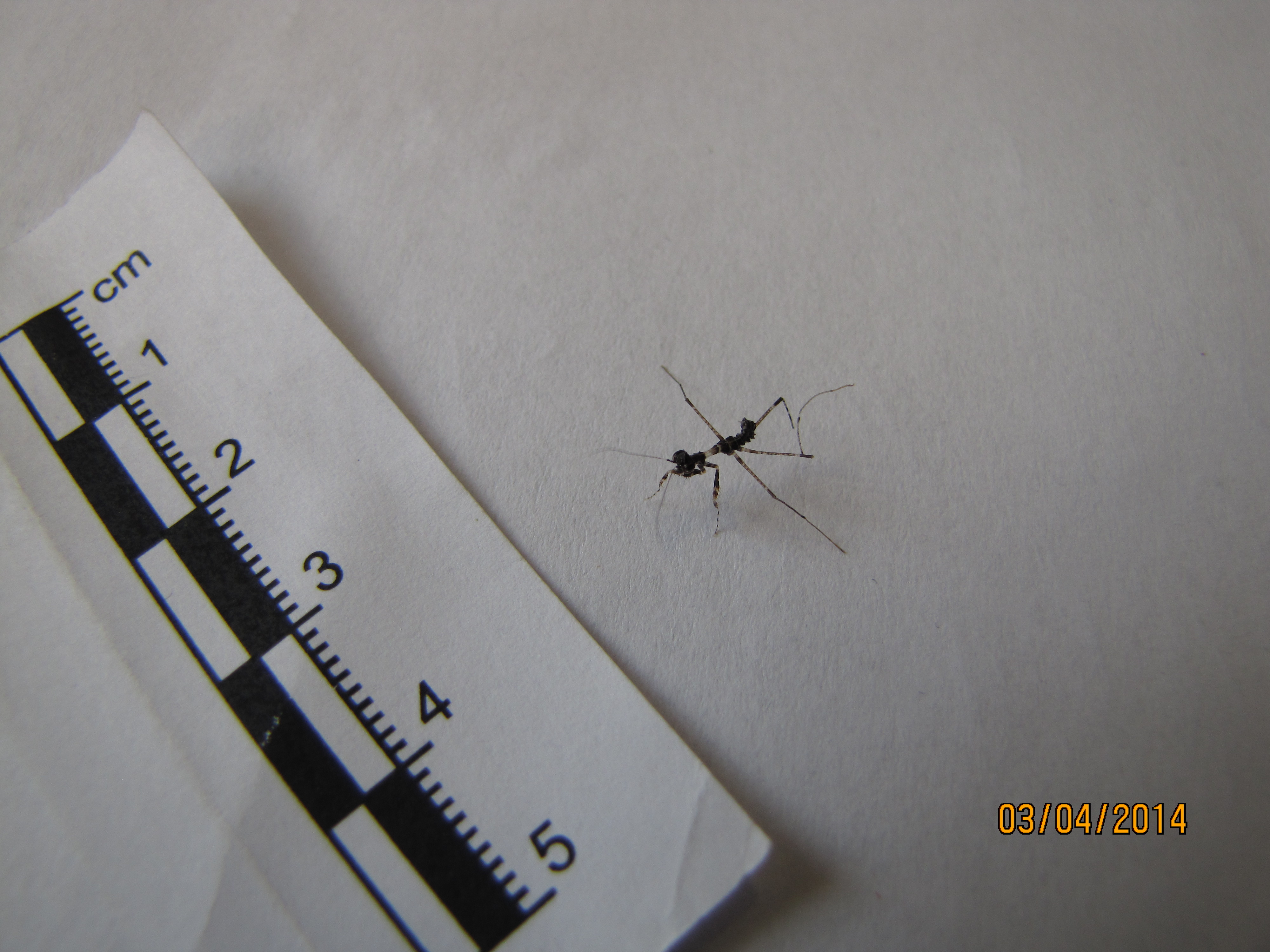
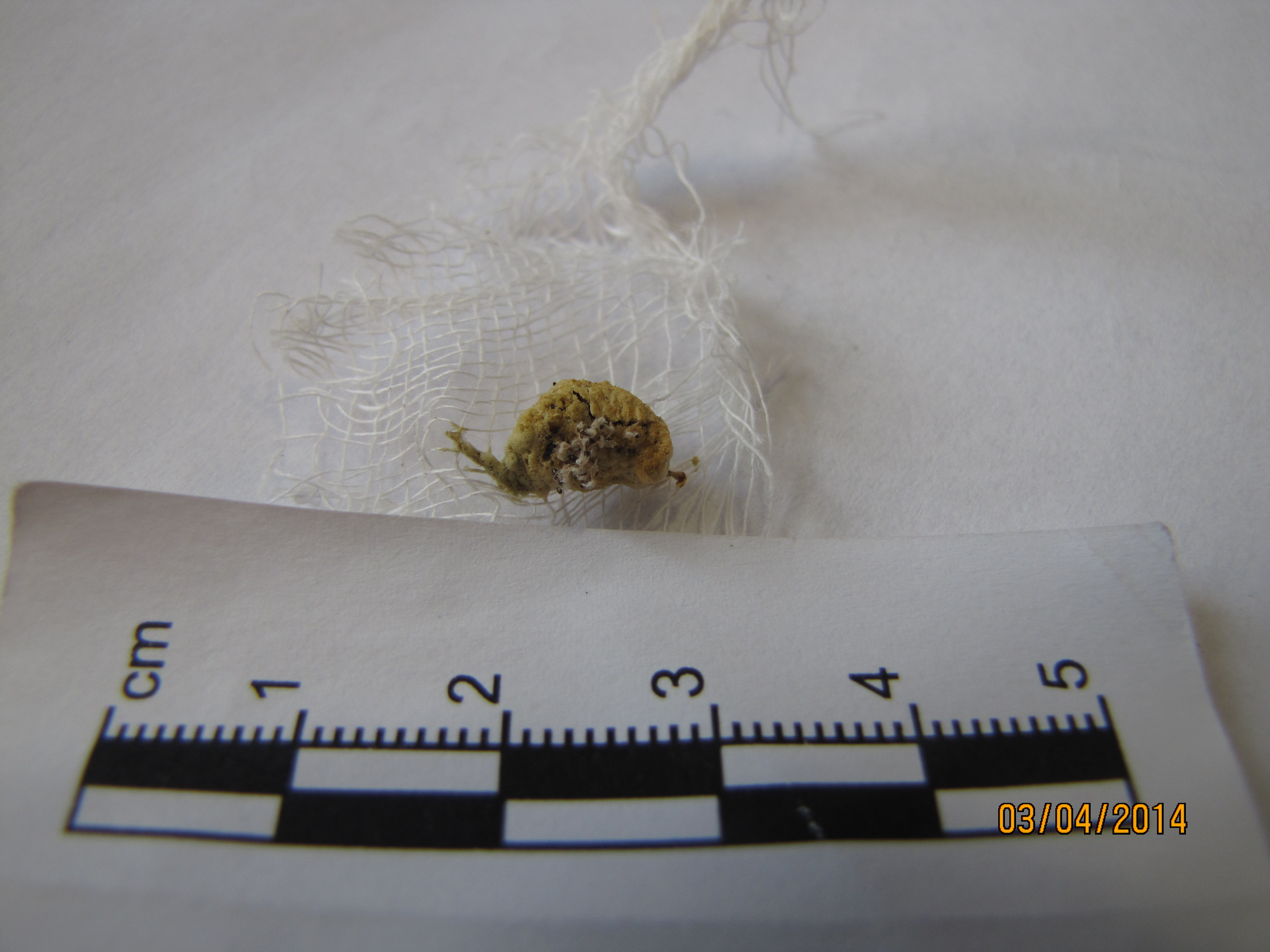
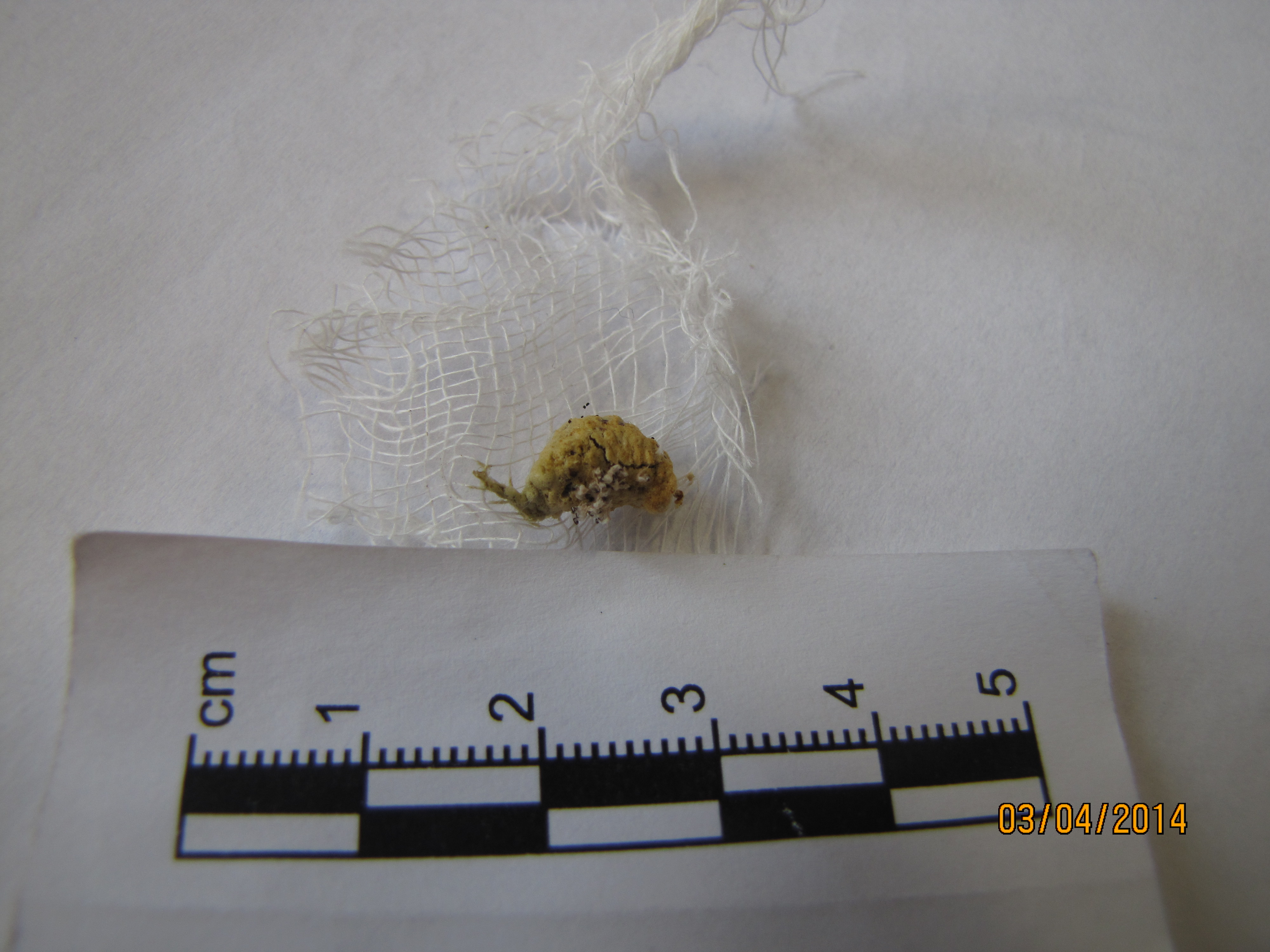
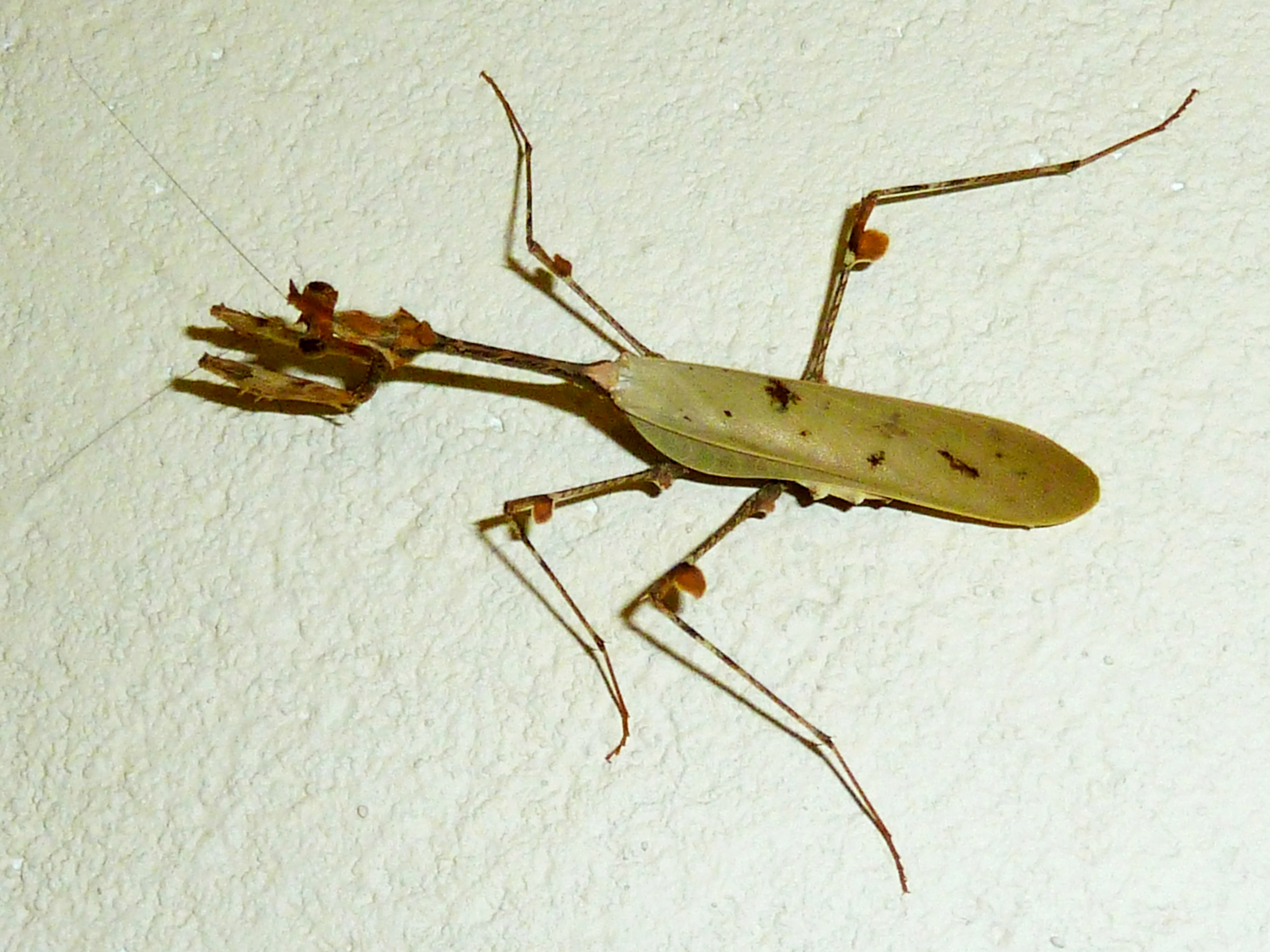